# Álex García Fernández
Alejandro Juan García Fernández, més conegut com a Álex García (San Cristóbal de La Laguna, Tenerife, Illes Canàries; 14 de novembre de 1981), és un actor espanyol conegut pels seus papers en sèries de televisió com Sin tetas no hay paraíso o Tierra de lobos i en pel·lícules com Seis puntos sobre Emma, Kamikaze o Si yo fuera rico.

## Biografia
Va tenir el seu primer contacte amb la televisió quan encara era petit presentant un programa de Canal 7 del Atlántico (una cadena de televisió local de Tenerife). En aquesta cadena de televisió presentava com a reporter el Carnestoltes de Santa Cruz de Tenerife, també va viatjar en uns programes especials en aquesta cadena a Veneçuela i Cuba per a entrevistar-se amb alguns emigrants canaris.
El seu primer paper en televisió va ser en la sèrie Compañeros. Després d'això va compaginar l'escola d'interpretació Cristina Rota amb diversos espectacles teatrals. El seu primer projecte teatral va ser Desnudos Sota la direcció de José Luis Sáiz. Després d'aquesta primera immersió en les taules, va treballar amb grans directors com Miguel Narros que li va dirigir en Salomé en una versió de Mauro Ermini amb María Adánez en el paper de Salomé, i amb Josep Maria Pou qui el va dirigir a La cabra de Edward Albee. També en teatre se l'ha pogut veure a El cuerdo loco sota la direcció de Carlos Aladro, i a Otelo, en el personatge de Casio amb Raúl Prieto en el paper d'Otel·lo. En els últims anys va treballar sota la direcció de Natalia Menéndez a Realidad amb Javier Cámara i María Pujalte en els papers protagonistes. L'any 2012, va treballar sota les ordres de José María Gual en Dany i Roberta, on compartia protagonisme amb Itziar Miranda. En 2013, protagonitza al costat de Maribel Verdú, Emma Suárez, Ariadna Gil i Fernando Cayo Los hijos de Kennedy, sota la direcció de nou de Josep Maria Pou.
En televisió, va protagonitzar durant dos anys Amar en tiempos revueltos amb el personatge d'Alfonso García. Alhora va interpretar a José Moreno en la sèrie Sin tetas no hay paraíso entre 2008 y 2009. El 2010 va ser el protagonista estelar de la sèrie Tierra de lobos (2010) de Telecinco, on interpreta César Bravo. El seu següent paper rellevant va ser el de Fidel Calderón a Tiempos de guerra (2017), d'Antena 3.
En 2018 va encapçalar el repartiment de El Continental de TVE, al costat de Michelle Jenner.
Al setembre de 2019, sota la direcció de Rodrigo Sorogoyen, inicia el rodatge de la sèrie Antidisturbios.
En 2020, va protagonitzar la pel·lícula “Hasta que la boda nos separe” amb actrius com Belen Cuesta o Silvia Alonso.

## Filmografia

### Llargmetratges
| Any  | Títol                                               | Personatge     | Director                | Notes           |
| ---- | --------------------------------------------------- | -------------- | ----------------------- | --------------- |
| 2004 | Reprimidos                                          | Álvaro Hidalgo | Ignacio Delgado         | Paper menor     |
| 2009 | Entre esquelas                                      | Víctor         | Adán Martín             | Paper principal |
| 2011 | Seis puntos sobre Emma                              | Germán         | Roberto Pérez Toledo    | Paper principal |
| 2014 | Kamikaze                                            | Slatan         | Álex Pina               | Paper principal |
| 2015 | Hablar                                              | Alicia         | Joaquín Oristrell       | Paper secundari |
| 2015 | La novia                                            | Leonardo       | Paula Ortiz Álvarez     | Paper principal |
| 2016 | La punta del iceberg                                | Jaime Salas    | David Cánovas           | Paper secundari |
| 2016 | Gernika                                             | Marco          | Koldo Serra             | Paper secundari |
| 2016 | Kiki, el amor se hace                               | Alejandro      | Paco León               | Paper secundari |
| 2016 | No culpes al karma de lo que te pasa por gilipollas | Aarón          | María Ripoll            | Paper principal |
| 2019 | Gente que viene y bah                               | Diego          | Patricia Font           | Paper principal |
| 2019 | Litus                                               | Pablo          | Dani de la Orden        | Paper principal |
| 2019 | Si yo fuera rico                                    | Santi          | Álvaro Fernández Armero | Paper principal |
| 2020 | Hasta que la boda nos separe                        | Carlos         | Dani de la Orden        | Paper principal |
| 2020 | Orígenes secretos                                   | Javier         | David Galán Galindo     | Paper principal |
| 2021 | Solo una vez                                        | Pablo          | Guillermo Ríos Bordón   | Paper principal |
| 2023 | Una vida no tan simple                              | Nico           | Félix Viscarret         | Paper principal |
| 2023 | Érase una vez en Canarias                           | Pablo          | Armando Ravelo          | Paper principal |

### Televisió
| Any       | Títol                              | Cadena    | Personatge              | Notes        |
| --------- | ---------------------------------- | --------- | ----------------------- | ------------ |
| 2001-2002 | Compañeros                         | Antena 3  | Sergio Palacios         | 25 episodis  |
| 2006      | Génesis: En la mente de un asesino | Cuatro    | Julián Ruiz             | 1 episodi    |
| 2007      | Hospital Central                   | Telecinco | Julio Gómez             | 1 episodi    |
| 2007      | Quart                              | Antena 3  | Manuel                  | 1 episodi    |
| 2008-2009 | Sin tetas no hay paraíso           | Telecinco | José Moreno             | 25 episodis  |
| 2008-2010 | Amar en tiempos revueltos          | La 1      | Alfonso García Guerrero | 329 episodis |
| 2010-2014 | Tierra de lobos                    | Telecinco | César Bravo             | 29 episodis  |
| 2015      | Habitaciones cerradas              | La 1      | Amadeo Lax              | 2 episodis   |
| 2017      | Tiempos de guerra                  | Antena 3  | Fidel Calderón          | 13 episodis  |
| 2019      | El Continental                     | La 1      | Ricardo León            | 10 episodis  |

### Curtmetratges
- 913, repartiment. Dir. Galder Gaztelu-Urrutia y Félix Guede (2004)
- Clases particulares, repartiment. Dir. Alauda Ruiz de Azúa (2005)
- Un día cualquiera, com Marcos. Dir. Álex García (2007)
- Ante tus ojos, com Tana. Dir. Aaron J. Melián (2008)
- Voluntario, com Manuel Robles. Dir. Javier San Román (2008)
- Yo te prefiero, com Fernando. Dir. José Cabrera Betancort (2008)
- Culpa de la luna, com David. Dir. Virginia Llera (2009)
- Encuentro, com Sergio. Dir. Nick Igea (2009)
- Sólo palabras, com el hermano de Rafa. Dir. Yolanda Mulero (2010)
- Hotel Amenities, repartiment. Dir. Julia Guillén Creagh (2012)
- Lo sé, repartiment. Dir. Manuela Burló Moreno (2013)
- #Sequence, un segment: Sex tape. Dir. Roberto Pérez Toledo (2013)
- Trois, repartiment. Dir. Roberto Pérez Toledo (2015)

### Teatre
- Salomé d'Oscar Wilde dirigit per Miguel Narros (2005)
- La cabra o ¿quién es Sylvia? d'Edward Albee, dirigit per [José María Pou] (2007)
- El cuerdo loco de Lope de Vega, dirigit per Carlos Aladro (2009)
- Otel·lo de William Shakespeare, dirigit per David Boceta (2010)
- Dany y Roberta de Patrick Shanley, dirigit per Joan Maria Gual (2012)
- Los hijos de Kennedy dirigit per Josep Maria Pou (2013/14)
- El burlador de Sevilla dirigit per Darío Facal (2015)
- Incendios, de Wajdi Mouawad, dirigit per Mario Gas (2016/17)

## Premis y nominacions
- 2016: Nominació en els premis Goya en la categoria d'actor revelació, pel seu paper a La novia
- 2015: Premi Sant Pancracio a l'Actor Revelació en el Festival Solidari de Cinema Espanyol de Càceres, per Kamikaze[1]
- 2013: Nominació a Millor actor en el Festival Internacional de Cinema Sota la Lluna - Islantilla Cinefórum, per Hotel Amenities[2]
- 2012 Premi de la Unión de Actores al Actor Revelació per Entre esquelas.
- 2009 Premi de Ràdio i Televisió en l'I Festival Internacional de Cinema i Televisió Històric Regne de Lleó per Amar en tiempos revueltos[3]
- 2007 Nominació al Millor inèrpret e repartiment als Premis Ercilla per La cabra o quien es Sylvia[4]